# 東美咲
東 美咲（ひがし みさき、1980年11月19日 - ）は、元山梨放送、テレビ神奈川のアナウンサー。

## 略歴
東京都出身。カリタス女子中学校・高等学校、慶應義塾大学法学部卒業。テレビ朝日アスク出身（2003年卒業）。2003年に山梨放送に入社したあと、2005年10月にtvkテレビ神奈川へ移籍。
2007年6月をもってtvkを退社し、同年7月にAIG日本法人に転職しアナウンス業界から引退した。

## 人物
- 大学時代はチアリーダーで活躍。フランス語が堪能。
- tvk在籍時、入社年の近い中村理恵アナウンサーと仲がよかった。

## 過去の担当番組
- ニュース930（2006年4月 - ）
- 緑への歩み(ナレーション)
- 高校野球ニュース（7月高校野球神奈川大会開催期間中）
- とっておき自遊食感ハマランチョ（リポーター）
- 深海魚（不定期）
- ラグビーダイジェスト